# Kiełki (kulinaria)

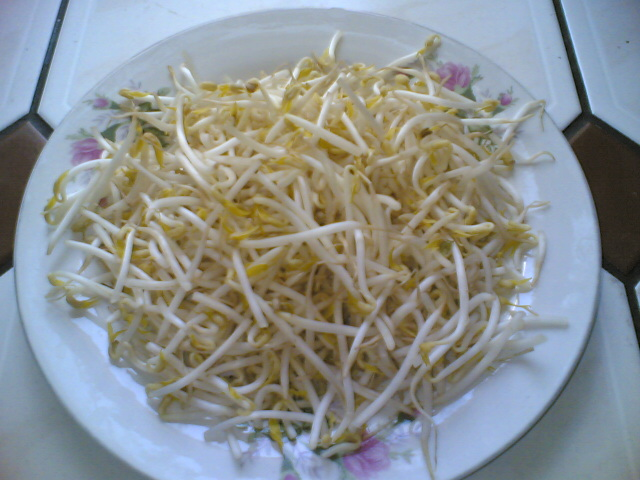
kiełki fasoli mung

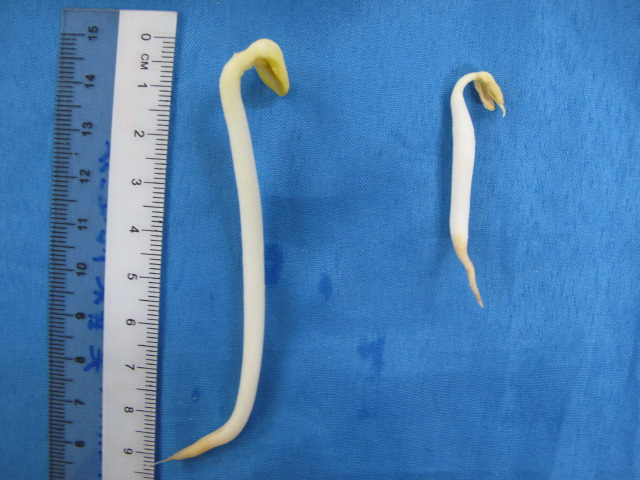
kiełek soi (po lewej) i fasoli mung (po prawej)

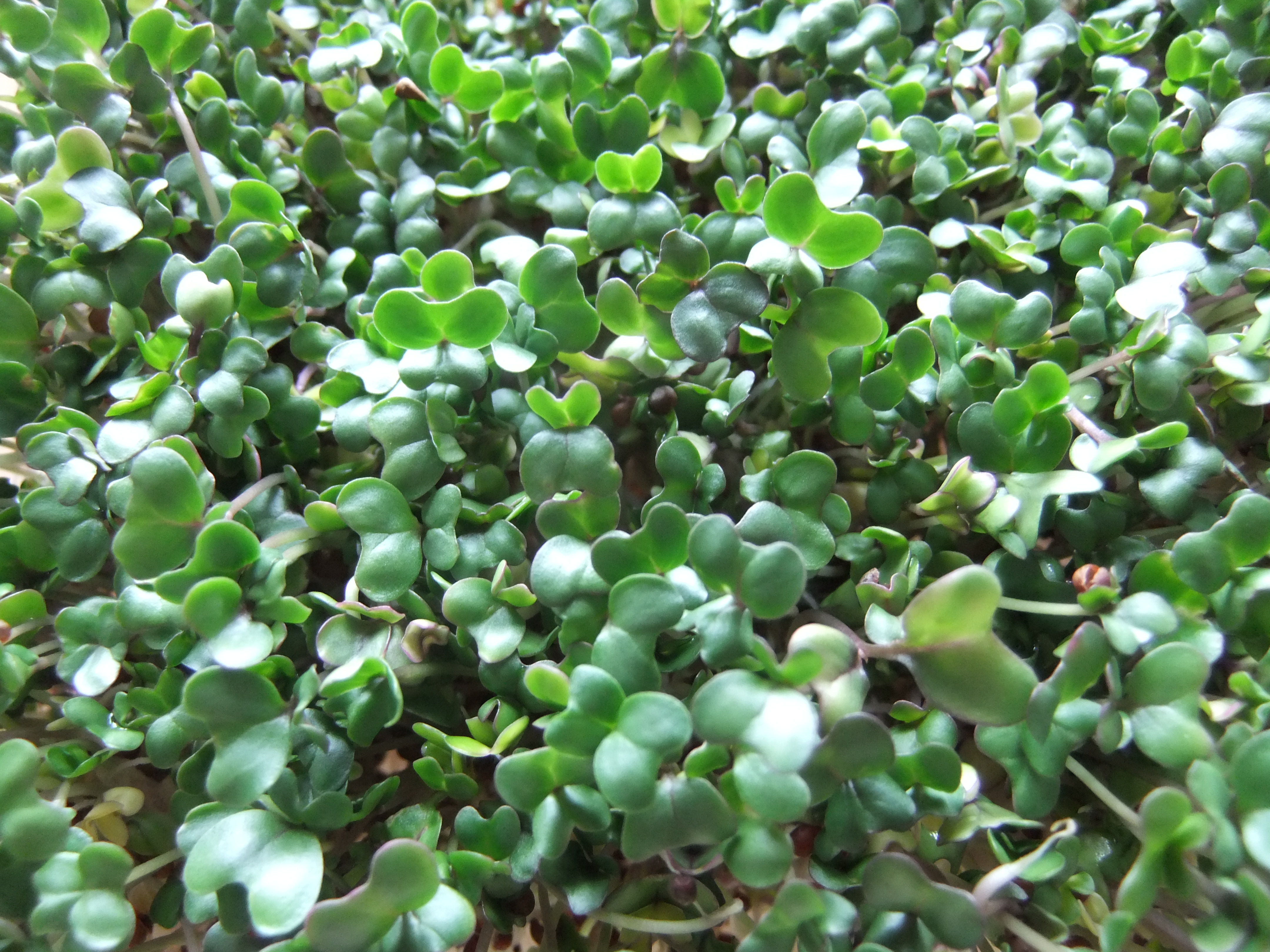
pięciodniowe kiełki brokuła

Kiełki – rośliny we wczesnej fazie wzrostu, czasem przekształcone w siewki. Kiełki otrzymywane z nasion niektórych gatunków roślin (między innymi warzyw, zbóż i ziół) są wykorzystywane jako produkt spożywczy. Ze względu na duże ilości łatwo przyswajalnych składników odżywczych, wytwarzanych podczas procesu kiełkowania (między innymi białek, tłuszczów, witamin i związków mineralnych), są cennym elementem diety. Zawartość tych składników jest większa niż w porównywalnej masie w pełni wykształconych części jadalnych odpowiednich roślin. Kiełki są dostępne przez cały rok.
Do celów spożywczych najczęściej używa się nasion fasoli mung, rzodkiewki, brokułu, ciecierzycy, grochu, kukurydzy, lucerny, pora, pszenicy, słonecznika, soczewicy, soi i innych.
W postaci siewki spożywa się między innymi kiełki brokuła, słonecznika i bazylii.
Najpopularniejszymi na świecie kiełkami są młode korzonki fasoli mung (często mylnie nazywane sojowymi). Są przede wszystkim szeroko stosowane w potrawach kuchni azjatyckiej. Ich specyficzna budowa powoduje, że można je spożywać zarówno surowe, jak i po obróbce cieplnej.
Kiełki najczęściej spożywa się na surowo. Są wykorzystywane do przyrządzania kanapek, past do smarowania pieczywa, surówek i sałatek. Mogą być używane jako dekoracja do potraw. Niektóre rodzaje kiełków (zwłaszcza roślin strączkowych) mogą, a wręcz muszą być spożywane na ciepło.